# Fatboy Slim
Quentin Leo Cook, művésznevén Fatboy Slim (Bromley kerület, London, 1963. július 16.) angol DJ, zenész, mixer, zenei producer. Főleg elektronikus zenét, illetve annak al-műfajait (acid house, trip hop, big beat)-et játszik, de jelen van a nu-funk és az alternatív rock műfajokban is. (Utóbbi műfajban a saját zenekarával, a The Housemartins-szal játszott.) Több művésznéven is tevékenykedik, illetve számtalan együttesben játszott már.

## Élete
Fatboy Slim 1963. július 31-én született az angliai Bromley-ben, viszont Reigate-ben nőtt fel, és ott is járt iskolába. Először a "Disque Attack" nevű zenekarban dobolt, majd nem sokkal később az együttes énekese lett. 1983-ban alapította meg a Housemartins zenekart, jó barátjával, Paul Heaton-nel együtt. Ez az együttes két stúdióalbumot jelentetett meg, majd 1988-ban feloszlott. Ennek a zenekarnak a leghíresebb dala a "Happy Hour". Heaton és Dave Hemingway, a Housemartins dobosa, később a The Beautiful South együttest alapították meg. Fatboy Slim pedig visszatért Brightonba, és összeismerkedett Simon Thorntonnal, akivel máig együtt dolgozik. 1989-ben nagy sikert ért el a "Blame It on the Bassline" című számával. 29. helyet ért el a brit slágerlistán. 1993-ban megalapította a "Freak Power" nevű zenekart, Ashley Slater dudással és Jesse Graham énekessel. Ez az együttes 1999-ben feloszlott. A Freak Power felbomlása után Slim új együtteseket alapított, Pizzaman és The Mighty Dub Katz neveken. Ebben a korszakban még "Norman Quentin Cook" néven tevékenykedett, amely szintén álnév volt.
1996-ban vette fel a Fatboy Slim nevet. Elmondása szerint ez a név nem jelent semmit, csak jópofának találta. Legelső nagylemeze ebben az évben jelent meg. Ez a lemez bekerült az 1001 lemez, amit hallanod kell, mielőtt meghalsz című könyvbe. Második stúdióalbumát 1998-ban dobta piacra. Ebben az időszakban két híres dala is született, a "The Rockefeller Skank" és a "Praise You". Harmadik nagylemezét 2000-ben jelentette meg. Negyedik és utolsó stúdióalbuma pedig 2004-ben került a boltok polcaira.
2008-ban új együttest alapított, The Brighton Port Authority néven, David Byrne-nel és Dizzie Rascal-lel közreműködve. 2013-tól kezdve megint szólóban dolgozik. Ugyanebben az évben új siker-számot írt, az "Eat Sleep Rave Repeat"-et. Ez a dal harmadik helyet ért el a slágerlistákon.
Fatboy Slim a világ egyik leghíresebb DJ-jének számít. Több dala is híres lett, filmekben és tévésorozatokban is szerepeltek a számai. Külföldön többször is koncertezett. Egyéb együttesek és előadók számait is feldolgozta, például A Tribe Called Quest, Beastie Boys, Cornershop, Wildchild.

## Magánélete
Fatboy Slim 2016-ban vált el korábbi feleségétől, Zoe Balltól.  Jelenleg egy fia és egy lánya van. 1999-ben házasodtak össze.  2003-ban elvált tőle, de három hónappal később kibékültek. 2016-ban véglegesen elváltak.

## Magyarországi fellépések
Magyarországon is fellépett már, több alkalommal is. Legelőször 2008-ban járt nálunk, a Balaton Sound-on. 2009- ben a Sziget Fesztiválon. 2015-ben és 2017-ben a VOLT keretein belül játszott nálunk.
2019-ben újból ellátogatott Magyarországra, május 25-én lépett fel az Akvárium Klubban.
Utolsó hazai fellépése 2023. április 8-án a The Project: Budapest elektronikus zenei koncertsorozat keretein belül volt a Vasúttörténeti Park körfűtőházában. 

## Diszkográfia

### Stúdióalbumok
- Better Living Through Chemistry (1996)
- You've Come a Long Way, Baby (1998)
- Halfway Between the Gutter and the Stars (2000)
- Palookaville (2004)